# Pristipomoides multidens
Pristipomoides multidens là một loài cá biển thuộc chi Pristipomoides trong họ Cá hồng. Loài này được mô tả lần đầu tiên vào năm 1871.

## Từ nguyên
Từ định danh multidens được ghép bởi hai âm tiết trong tiếng Latinh: multi ("nhiều") và dens ("răng"), hàm ý đề cập đến sáu răng nanh ở hàm dưới, và hai răng nanh lớn cùng nhiều răng nanh nhỏ hơn ở hàm trên, với các răng dạng nhung mao trên xương lá mía và vòm miệng ở loài này.

## Phạm vi phân bố và môi trường sống
P. multidens có phân bố rộng khắp khu vực Ấn Độ Dương - Thái Bình Dương, bao gồm cả Biển Đỏ và vịnh Ba Tư, từ Đông Phi trải dài về phía đông đến quần đảo Samoa, giới hạn phía bắc đến Nam Nhật Bản, phía nam đến Úc. P. multidens cũng được ghi nhận tại vùng biển Việt Nam.
P. multidens sống tập trung trên các rạn san hô ở độ sâu khoảng từ 40 đến ít nhất là 350 m.

## Mô tả
Chiều dài cơ thể lớn nhất được ghi nhận ở P. multidens là 90 cm, nhưng phổ biến hơn với chiều dài khoảng 70 cm. Cá có màu vàng hồng, hai bên có các sọc ánh vàng đứt đoạn. Hai bên mõm và má có 2 sọc vàng viền xanh lam. Đỉnh đầu có các vân gợn sóng màu vàng nâu. Vây lưng có sọc hoặc đốm màu vàng nhạt.
Số gai ở vây lưng: 10; Số tia vây ở vây lưng: 11; Số gai ở vây hậu môn: 3; Số tia vây ở vây hậu môn: 7–9; Số tia vây ở vây ngực: 15–16; Số vảy đường bên: 48–50.

## Sinh thái
Thức ăn của P. multidens là những loài cá nhỏ, động vật giáp xác và động vật thân mềm. Loài này có thể sống thọ đến ít nhất là 30 năm tuổi.
Mùa sinh sản của P. multidens diễn ra trong suốt tháng 5 đến tháng 8 ở Biển Đông, nhưng diễn ra hầu như quanh năm tại quần đảo Samoa và Vanuatu (đỉnh điểm là tháng 12 và tháng 1 tại Vanuatu).
P. multidens là loài cá hồng đầu tiên được báo cáo là có tình trạng liên giới tính, trong đó tuyến sinh dục của một con cá đực chứa các tế bào trứng đa ngăn nằm rải rác trong mô tinh hoàn.

## Thương mại
P. multidens là loại cá thực phẩm chất lượng. Loài này có tầm quan trọng về mặt thương mại ở phần lớn phạm vi phân bố của chúng.